# 第二議会
第二議会または第二回護国卿議会（だいにぎかい/だいにかいごこくきょうぎかい、英：Second Protectorate Parliament）は、清教徒革命期のイングランド共和国で開催された議会（1656年9月17日 - 1658年2月4日）。護国卿オリバー・クロムウェルの国王即位を始めとする体制転換が図られ、王政にはならなかったがそれに近い体制が作られ、将来の王政復古の布石となった。

## 経過
1655年1月22日の第一議会解散から共和国に対する反乱の陰謀が頻発、それへの対処として8月に軍政監設置によるニューモデル軍の支配が行われた。しかし地方官僚や国民からの非難が絶えず、西インド諸島遠征・ジャマイカ占領・スペインとの戦争（英西戦争）など軍事政策で共和国は財政難に陥り、資金調達に迫られたクロムウェルと国務会議は1656年8月20日に選挙実施、9月17日に議会が召集された。軍政監の選挙干渉と国務会議が反政府派と見た議員をパージで100人排除、50人が抗議を込めて辞任したにもかかわらず議会は反政府派議員が多数選出され（王党派や共和主義者も含まれていた）、かえって政府が窮地に立たされた。
議会は1657年1月に軍政監の財源である王党派からの罰金の継続を否決し軍政監を廃止、英西戦争の戦費は可決したがその他の政策で反対姿勢を取り、宗教に寛容なクロムウェルへの当てつけとしてクエーカーのジェームズ・ネイラーを残酷な刑罰に処し、国務会議の横暴を非難するなど政府への対決姿勢は強まり、軍による支配は通用しなくなっていった。一方、議会にもクロムウェル支持者はおり、軍と文民の護国卿支持勢力は軍政監廃止で対立していたが、クロムウェルは後者へ接近を考えるようになっていった。彼の側近であるブロッグヒル男爵ロジャー・ボイルも軍事支配を否定してクロムウェルに転向を促したり、ジョン・サーローは体制安定のため新たな国制を構想するようになった。
そんな中、1月のクロムウェル暗殺未遂事件をきっかけに議会で提案が持ち上がった。それは体制安定のためクロムウェルを国王にするという話で、2月に統治章典に代わる憲法案が議会へ提出、3月に謙虚な請願と勧告と命名された憲法案は統治章典廃止とクロムウェル国王即位の要望と共に可決された。一方、ジョン・ランバート、チャールズ・フリートウッドなど軍幹部でクロムウェルの腹心達や独立派の聖職者など多くの友人・部下達は国王即位に反対、クロムウェル自身も一貫して反対し続けたため、5月8日に彼は議会で即位を拒否、議会も回答を受け入れ25日に妥協が成立した。
謙虚な請願と勧告に基づいた新体制でクロムウェルは王にはならないが、共和国で廃止された旧王政の機関は復活することになり、第二院という実質的な上院が設立され下院と並び立ち、国務会議は名称を枢密院に改められ権限を大幅に縮小された。また護国卿は後継者指名権、第二院議員指名権が認められ、毎年130万ポンドの経常収入と3年間の戦費支出を認められ権利と財政が強化された。議会も権限が強化され下院議員の恣意的追放は禁止、立法と課税は議会の同意が必要、護国卿は3年に1回議会を召集、第二院議員指名は下院の承認が必要とされた。一連の体制回帰で護国卿の正統性は選挙を通じた議会により保証され、国家全体の安定を願い伝統へ立ち返っていたクロムウェルの意向とも一致した護国卿政は安定するはずであった。
だが、そうはならなかった。体制に不満を感じたランバートの隠棲から始まった動揺は6月26日から休会した議会が1658年1月20日に再開されると大きくなり、クロムウェルが支持者の下院議員約40人を第二院へ移籍させたため、代わりにアーサー・ヘジルリッジ、トマス・スコットら共和主義者が下院へ入り込むという誤算が生じた。下院の主導権を握った彼等は体制批判を叫んだり、ロンドン市民や軍を扇動して社会の動揺をもたらした。第一議会と同じく混乱で政治が行き詰まったことを悟ったクロムウェルは2月4日、議会の演説で共和主義者の扇動が暴動による流血を招く恐れがあるため解散すると宣言、第二議会は終わった。
議会解散後クロムウェルは自分自身だけで統治することになったが、健康を損なっていた彼にもはや時間は残されておらず、解散から7ヶ月後の9月3日に亡くなった。後を息子のリチャード・クロムウェルが継いだが、軍の支持が無い彼には政権運営は困難で、1659年1月27日に召集された第三議会は軍の圧力に屈したリチャードにより短期間で解散、リチャードも護国卿を辞任し護国卿時代は終わりを迎えた。そして混乱の中王党派が復帰し王政復古に繋がっていった。